# Entomobrya pulchella
Entomobrya pulchella is een springstaartensoort uit de familie van de Entomobryidae. De wetenschappelijke naam van de soort is voor het eerst geldig gepubliceerd in 1881 door Ridley.